# Sahara (1983)
Sahara is een Brits-Amerikaanse avonturenfilm uit 1983 geregisseerd door Andrew V. McLaglen.

## Verhaal
Gordon heeft een hot rod ontworpen, maar tijdens een testrit crasht en overlijdt hij. Zijn dochter Dale wil Gordons droom waarmaken: deelnemen aan de "Trans-African Auto Race" die door de Saharawoestijn trekt.
Ze besluit om tijdens de race een kortere weg te nemen, maar daardoor belandt ze in een oorlog tussen twee Bedoeïenenstammen. Aan de ene kant is de stam van Rasoul, aan de andere kant is de stam van sjeik Jaffar.
Dale wordt gevangengenomen door Rasoul, maar bevrijd door Jaffar die eist dat Dale met hem trouwt. Dat laatste gebeurt, maar Dale ontsnapt de volgende dag om haar race verder te zetten. Tijdens haar rit wordt ze opnieuw gevangengenomen door de stam van Rasoul. Uit dat kamp kan een zigeunerin ontsnappen: zij licht Jaffar in en zodoende wordt Dale alweer bevrijd. Jaffar geeft Dale toestemming om de race te voltooien. Na de race beseft Dale dat ze van Jaffar houdt en keert naar hem terug.

## Rolverdeling
| Acteur            | Personage             |
| ----------------- | --------------------- |
| Brooke Shields    | Dale Gordon           |
| Lambert Wilson    | sjeik Ahmed Al Jaffar |
| Horst Buchholz    | Heinrich Von Glessing |
| John Rhys-Davies  | Rasoul                |
| John Mills        | Cambridge             |
| Ronald Lacey      | Beg                   |
| Cliff Potts       | String                |
| Perry Lang        | Andy                  |
| Terrence Hardiman | Captain Brownie       |
| Steve Forrest     | R. J. Gordon          |
| Tuvia Tavi        | Enrico Bertocelli     |
| David Lodge       | Ewing                 |
| Paul Maxwell      | Chase                 |
| Yosef Shiloach    | Halef                 |

## Nominatie en prijs
| Prijs                        | Categorie                      | Ontvanger(s)                      | Resultaat   |
| ---------------------------- | ------------------------------ | --------------------------------- | ----------- |
| Golden Raspberry Awards 1984 | Slechtste acteur in een bijrol | Brooke Shields (verkleed als man) | Gewonnen    |
| Golden Raspberry Awards 1984 | Slechtste actrice              | Brooke Shields                    | Genomineerd |